# Gregory Jbara
Gregory Jbara est un acteur américain né le 28 septembre 1961 à Wayne, Michigan (États-Unis).

## Filmographie

### Cinéma
- 1988 : Une femme en péril (The House on Carroll Street) : Tommy
- 1988 : Crocodile Dundee 2 : Young Cop
- 1991 : Pour le meilleur et pour le rire (Married to It) de Arthur Hiller : Cafe Waiter
- 1995 : Jeffrey : Angelique
- 1996 : Un beau jour (One Fine Day) : Freddy
- 1997 : In and Out (In & Out) : Walter Brackett
- 1999 : Cement d'Adrian Pasdar : Fergus Rickhart
- 1999 : Escapade à New York (The Out-of-Towners) : Edward
- 1999 : Le Songe d'une nuit d'été (A Midsummer Night's Dream) : Snug
- 2002 : Les 20 premiers millions de Mick Jackson : Hank
- 2004 : The Sure Hand of God de Michael Kolko : Révérend Bigbee
- 2004 : La ferme se rebelle (Home on the Range) de Will Finn et John Sanford : Willie Brother #3 (voix)

- 2008 : Exit Speed de Scott Ziehl : Jerry Yarbro
- 2010 : Remember Me
- 2012 : Miracle en Alaska (Big Miracle) : Général Stanton
- 2023 : Oppenheimer de Christopher Nolan : Warren Magnuson

### Télévision
- 1995 : Victor Victoria : Squash Bernstein
- 2001 - 2005 : Parents à tout prix (saisons 2 à 5) : Dan O'Keefe
- 2001 : Malcolm (saison 2, épisode 13) : Mike (le voisin et meilleur ami de Hal)
- 2001 : Ally Mcbeal (1 épisode) : Révérend Compton
- 2003 : Touch 'Em All McCall : Bobby Mellinger
- 2004 : Friends (saison 10, épisode 11) : Gene Lester (candidat au jeu télévisé Pyramide)
- 2008 : Monk (saison 7, épisode 3) : Stan Lawrence
- 2010 - 2023 : Blue Bloods : Garret Moore

## Récompenses et nominations

### Récompenses
- Tony Awards 2009 : Tony Award du meilleur second rôle masculin dans une comédie musicale : Billy Elliot, the Musical